# Los Caligaris
Los Caligaris es una banda argentina cuya propuesta fusiona cuarteto, ska y rock, sumándole además, un aire circense. Fue formada el 24 de agosto de 1997 en el barrio Residencial América de la ciudad de Córdoba.
El nombre de la banda se remonta al origen circense de algunos de sus integrantes: en el “Circo de los Hermanos Muñoz” se contaba la leyenda del famoso payaso “Caligari”, que mientras desarrollaba su rutina, entre las vueltas y caídas del payaso, murió en escena, disimulando su agonía como parte de su acto. En homenaje a aquel gran payaso, nacen “Los Caligaris”, enarbolando la bandera de divertir hasta el final.

## Historia
Los Caligaris se formaron el 24 de agosto de 1997. La banda fue fundada por los hermanos Martín y Diego Pampiglione, que poco a poco fueron sumando más integrantes. Ya formados, Los Caligaris grabaron su primera demo, titulado "Demo Gracia", con el cual lograron entrar a la radio de la mano de El Negro Videla.
Tras cinco años de tocar por varios lugares de la provincia, surgió en el año 2002 la posibilidad de grabar su primer disco titulado "Yernos Perfectos" a través del sello BMG, el cual incluye la canción «Nadie es perfecto», la cual los llevó a la popularidad e hizo que se convirtiera en el hit del grupo, llegando a ser #1 en casi todas las radios nacionales.
En mayo de 2004 salió a la venta "Grasas Totales" el segundo disco de la banda, el cual fue nominado como Mejor Álbum Pop en los premios Carlos Gardel. En esta entrega compartieron la terna con Miranda! y Los Enanitos Verdes, entre otros.
Para finales del año 2005, salió a la venta "Chanchos amigos", producido por Martín "La Mosca" Lorenzo y Mariano Franceschelli, miembros de Los Auténticos Decadentes. Con este material la banda fue nominada nuevamente a los premios Carlos Gardel en dos rubros, Mejor Álbum Pop y Mejor Álbum Artista Revelación Pop. Ese año obtuvieron el Premio Konex - Diploma al Mérito en la disciplina Tropical/Cuarteto.
En 2006 apareció en las bateas "Residencial América" editado solamente en México. Precisamente, en mayo del mismo año realizaron una exitosa gira por diferentes ciudades del país azteca.
En el año 2007 salió a la venta su cuarto disco "No es lo Que Parece". Este trabajo fue producido, al igual que los dos discos anteriores, por Martín "La Moska" Lorenzo y Mariano Franceschelli, dos de los integrantes de Los Auténticos Decadentes. Contiene éxitos como "Kilómetros", "El oasis", "Asado y fernet" y "La montaña".
Durante este año, Los Caligaris comienzan sus giras por México, donde se presentaron en el Vive Latino, uno de los Festivales más importantes de Latinoamérica que se realiza en la Ciudad de México cuyo operador en directo fue el Ingeniero y Productor Germán Tosas (2008, 2009, 2012, 2014 y 2017).
A fines de 2009 salió a la venta su nuevo trabajo discográfico "Transpirando alegría". En este material se puede apreciar fielmente la evolución de la agrupación. 
A fines de noviembre de 2011 vio la luz "Bailarín apocalíptico". Iniciando una serie de recitales en todo el país y en el exterior (México, Chile, Paraguay, Costa Rica, Colombia). El mismo hace referencia a las predicciones que hicieron los mayas sobre el apocalipsis para finales de 2012.
En los trabajos de la banda siempre estuvieron involucrados personajes importantes del rock argentino como Los Auténticos Decadentes, Intoxicados, Kapanga, Pipo Cipolatti, Gustavo Cordera, Emiliano Brancciari, entre otros. Además cuentan con el apoyo de comediantes como Cacho Buenaventura y el Negro Álvarez, este último participa en una de las canciones del cuarto álbum de la banda, "No es lo que parece". Además, el famoso cantante cordobés de cuarteto La Mona Jiménez participó en uno de sus discos.
Su más reciente material discográfico es un álbum digital titulado Canciones para armar, que consta de cinco entregas, su distribución es exclusivamente en descarga digital disponible en la página de la banda, totalmente gratuita.
A mediados del año 2015 lanzan el álbum titulado "Circologia" siendo este nominados en cuatro categorías (junto con el disco póstumo de Spinetta fueron los más nominados) ganando como mejor ingeniería de grabación (2016).
En octubre de 2017, Los Caligaris se presentan en el Palacio de los Deportes (Ciudad de México) con un concierto para la celebración de sus 20 años, presentando así su primer DVD titulado "El show más feliz del mundo". 
En julio de 2018, Los Caligaris regresan a la Ciudad de México gracias a la estación de radio EXA, con una concierto en la estación del metro Auditorio Nacional, deleitando así a sus sorprendidos aficionados.
Como parte de su gira por varios países de Latinoamérica con el nombre de "Espíritu Payaso", mismo que ha tenido mucho éxito sobre todo en México, abrieron por primera vez una fecha para presentarse en al Auditorio Nacional, uno de los recintos más importantes de dicho país agotando en tan solo un día las entradas para el 5 de octubre de 2018. Gracias a la demanda que hubo por parte de los fanes, accedieron a abrir una segunda fecha en el mismo lugar, agotando los boletos en menos de dos días, dando pauta a una última fecha. Esto los convierte en una de las bandas más aclamadas en tierras aztecas y cuya popularidad les ha ido abriendo las puertas en otros países como España.
El 20 de septiembre de 2019 publican su décimo álbum de estudio titulado "Salva" con la colaboración de importantes figuras como la cantante mexicana Ximena Sariñana en la canción titulada "Voy A Volver" y Martín "El Moska" Lorenzo como productor del disco.
En el año 2021 el guitarrista Lautaro Bartoli decide dar un paso al costado de la banda y en su reemplazo entra Marian Pellegrino. 
También se lanza el primer adelanto de su próximo disco llamado "Quiero Cumbia" producido Camilo Lara y con la participación de Kodigo.
En el año 2022 participan en el programa de televisión transmitido por eltrece y conducido por Marcelo Tinelli llamado Canta conmigo ahora, en el cual son jurados. El 29 de julio, Los Caligaris lanzaron en todas las plataformas digitales su nuevo sencillo "Un chico en el cuerpo de un mayor".
Los Caligaris, emprendio una gira de gala para festejar sus 25 años de trayectoria, la cual inicio y llegó al Auditorio Nacional en la Ciudad de México con cuatro fechas totalmente agotadas los días 11, 12, 18 y 19 de agosto, adicionando una quinta Fecha el 20 de agosto.
Los integrantes de la agrupación han adelantado que Veinticirco, nombre de este tour conmemorativo, será el más importante de su carrera y llegará acompañado del disco más arriesgado de sus vidas "Quiero cumbia".

## Integrantes
Está compuesta actualmente por los siguientes integrantes:
- Martín Pampiglione: voz, guitarra y coros
- Juan Carlos Taleb: voz, guitarra y coros
- Diego Pampiglione: batería
- Agustín Pablo Cuadrado: trompeta
- Mariano Baigorra: guitarra
- Salma Nair: guitarra
- Marcos Ozamis: saxofón
- Guillermina Boggiatto: trombón
- Gabriel Garita Onandía: bajo
- Mauricio Ramiro Ambrosi: percusión y accesorios
- Valentín Scagliola: teclados, acordeón y coros
- Armando Ezequiel Mansilla: percusión

Ex-Integrantes
- Lucas Balceda (trombón)
- Marian Pellegrino (guitarra)
- Lautaro Bartoli (guitarra)
- Federico Zapata (trombón), despedido por hacer comentarios inapropiados.[5]

## Discografía
Álbumes editados en Argentina
- 2002 - Yernos Perfectos
- 2004 - Grasas Totales
- 2005 - Chanchos Amigos
- 2007 - No es lo que parece
- 2009 - Transpirando Alegría
- 2011 - Bailarín Apocalíptico
- 2015 - Circología
- 2019 - Salva
- 2023 - Muchas Noches, Buenas Gracias

Álbumes editados en México
- 2006 - Yernos Perfectos
- 2007 - Residencial América
- 2009 - Transpirando Alegría
- 2015 - Circología

Extended plays
- 2013 - Canciones para Armar
- 2017 - Canciones Felices

Discos en vivo
- 2010 - Vivo en Café Iguana
- 2016 - Somos Todos Vivos
- 2018 - 20 Años: El show más feliz del mundo

## Premios

### Premios Gardel[6]
| Año  | Trabajo nominado                       | Categoría                        | Resultado |
| ---- | -------------------------------------- | -------------------------------- | --------- |
| 2016 | «Circología»                           | Mejor álbum rock pop alternativo | Nominado  |
| 2016 | «Circología»                           | Producción del año               | Nominado  |
| 2016 | «Circología»                           | Mejor videoclip                  | Nominado  |
| 2016 | «Circología»                           | Ingeniería de grabación          | Ganador   |
| 2019 | «20 años, el show más feliz del mundo» | Mejor álbum rock alternativo     | Nominado  |